# 1131
Il 1131 (MCXXXI in numeri romani) è un anno  del XII secolo.

## Eventi
- Amalfi decade venendo saccheggiata dai normanni.

## Nati
- 14 gennaio - Valdemaro I di Danimarca, re danese († 1182)
- Enrico di Sandomierz, nobile polacco († 1166)
- Ladislao II d'Ungheria, re ungherese († 1163)

## Morti
- 7 gennaio - Canuto Lavard, duca danese (n. 1096)
- 6 febbraio - Goffredo di Calw, nobile tedesco
- 13 febbraio - Elisabetta di Vermandois, nobile francese (n. 1081)
- 22 febbraio - Giuditta di Baviera, nobile tedesca (n. 1103)
- 1º marzo - Stefano II d'Ungheria, re ungherese (n. 1101)
- 25 marzo - Liutgarda di Zähringen, nobile tedesca
- 19 luglio - Raimondo Berengario III di Barcellona, conte (n. 1082)
- 21 agosto - Baldovino II di Gerusalemme, cavaliere medievale francese
- 5 ottobre - Federico I di Schwarzenburg, arcivescovo cattolico tedesco
- 14 ottobre - Elia II bar Muqli, vescovo cristiano orientale siro
- 16 novembre - Irene di Kiev, imperatrice bizantina
- 4 dicembre - ʿUmar Khayyām, matematico, astronomo e poeta persiano (n. 1048)
- Zuhr ibn Abi Marwan Abu l-Ala, medico arabo
- Ayn al-Qudat Hamadani, poeta, filosofo e mistico persiano (n. 1098)
- Boemondo II d'Antiochia, principe (n. 1109)
- Gastone IV di Béarn, cavaliere medievale francese
- Rogerio Ghisalbertini, arcivescovo cattolico italiano
- Guglielmo I di Lussemburgo, conte
- Joscelin I di Edessa, nobile francese
- Costantino I de Lacon-Serra, re
- Gonnario II de Lacon-Serra, re
- Mahmud II, sultano turco
- Saul d'Ungheria, nobile ungherese
- Ugo V del Maine, conte
- Pierre de Bruys, predicatore francese (n. 1095)
- Ibn Abī Yaʿlā, storico e giurista arabo (n. 1059)

## Calendario
| Calendario 1131 | Calendario 1131 | Calendario 1131 | Calendario 1131 | Calendario 1131 | Calendario 1131 | Calendario 1131 | Calendario 1131 | Calendario 1131 | Calendario 1131 | Calendario 1131 | Calendario 1131 | Calendario 1131 | Calendario 1131 | Calendario 1131 | Calendario 1131 | Calendario 1131 | Calendario 1131 | Calendario 1131 | Calendario 1131 | Calendario 1131 | Calendario 1131 | Calendario 1131 | Calendario 1131 | Calendario 1131 | Calendario 1131 | Calendario 1131 | Calendario 1131 | Calendario 1131 | Calendario 1131 | Calendario 1131 | Calendario 1131 | Calendario 1131 |
| --------------- | --------------- | --------------- | --------------- | --------------- | --------------- | --------------- | --------------- | --------------- | --------------- | --------------- | --------------- | --------------- | --------------- | --------------- | --------------- | --------------- | --------------- | --------------- | --------------- | --------------- | --------------- | --------------- | --------------- | --------------- | --------------- | --------------- | --------------- | --------------- | --------------- | --------------- | --------------- | --------------- |
|                 | 1               | 2               | 3               | 4               | 5               | 6               | 7               | 8               | 9               | 10              | 11              | 12              | 13              | 14              | 15              | 16              | 17              | 18              | 19              | 20              | 21              | 22              | 23              | 24              | 25              | 26              | 27              | 28              | 29              | 30              | 31              |                 |
| Gennaio         | Gi              | Ve              | Sa              | Do              | Lu              | Ma              | Me              | Gi              | Ve              | Sa              | Do              | Lu              | Ma              | Me              | Gi              | Ve              | Sa              | Do              | Lu              | Ma              | Me              | Gi              | Ve              | Sa              | Do              | Lu              | Ma              | Me              | Gi              | Ve              | Sa              |                 |
| Febbraio        | Do              | Lu              | Ma              | Me              | Gi              | Ve              | Sa              | Do              | Lu              | Ma              | Me              | Gi              | Ve              | Sa              | Do              | Lu              | Ma              | Me              | Gi              | Ve              | Sa              | Do              | Lu              | Ma              | Me              | Gi              | Ve              | Sa              |                 |                 |                 |                 |
| Marzo           | Do              | Lu              | Ma              | Me              | Gi              | Ve              | Sa              | Do              | Lu              | Ma              | Me              | Gi              | Ve              | Sa              | Do              | Lu              | Ma              | Me              | Gi              | Ve              | Sa              | Do              | Lu              | Ma              | Me              | Gi              | Ve              | Sa              | Do              | Lu              | Ma              |                 |
| Aprile          | Me              | Gi              | Ve              | Sa              | Do              | Lu              | Ma              | Me              | Gi              | Ve              | Sa              | Do              | Lu              | Ma              | Me              | Gi              | Ve              | Sa              | Do              | Lu              | Ma              | Me              | Gi              | Ve              | Sa              | Do              | Lu              | Ma              | Me              | Gi              |                 |                 |
| Maggio          | Ve              | Sa              | Do              | Lu              | Ma              | Me              | Gi              | Ve              | Sa              | Do              | Lu              | Ma              | Me              | Gi              | Ve              | Sa              | Do              | Lu              | Ma              | Me              | Gi              | Ve              | Sa              | Do              | Lu              | Ma              | Me              | Gi              | Ve              | Sa              | Do              |                 |
| Giugno          | Lu              | Ma              | Me              | Gi              | Ve              | Sa              | Do              | Lu              | Ma              | Me              | Gi              | Ve              | Sa              | Do              | Lu              | Ma              | Me              | Gi              | Ve              | Sa              | Do              | Lu              | Ma              | Me              | Gi              | Ve              | Sa              | Do              | Lu              | Ma              |                 |                 |
| Luglio          | Me              | Gi              | Ve              | Sa              | Do              | Lu              | Ma              | Me              | Gi              | Ve              | Sa              | Do              | Lu              | Ma              | Me              | Gi              | Ve              | Sa              | Do              | Lu              | Ma              | Me              | Gi              | Ve              | Sa              | Do              | Lu              | Ma              | Me              | Gi              | Ve              |                 |
| Agosto          | Sa              | Do              | Lu              | Ma              | Me              | Gi              | Ve              | Sa              | Do              | Lu              | Ma              | Me              | Gi              | Ve              | Sa              | Do              | Lu              | Ma              | Me              | Gi              | Ve              | Sa              | Do              | Lu              | Ma              | Me              | Gi              | Ve              | Sa              | Do              | Lu              |                 |
| Settembre       | Ma              | Me              | Gi              | Ve              | Sa              | Do              | Lu              | Ma              | Me              | Gi              | Ve              | Sa              | Do              | Lu              | Ma              | Me              | Gi              | Ve              | Sa              | Do              | Lu              | Ma              | Me              | Gi              | Ve              | Sa              | Do              | Lu              | Ma              | Me              |                 |                 |
| Ottobre         | Gi              | Ve              | Sa              | Do              | Lu              | Ma              | Me              | Gi              | Ve              | Sa              | Do              | Lu              | Ma              | Me              | Gi              | Ve              | Sa              | Do              | Lu              | Ma              | Me              | Gi              | Ve              | Sa              | Do              | Lu              | Ma              | Me              | Gi              | Ve              | Sa              |                 |
| Novembre        | Do              | Lu              | Ma              | Me              | Gi              | Ve              | Sa              | Do              | Lu              | Ma              | Me              | Gi              | Ve              | Sa              | Do              | Lu              | Ma              | Me              | Gi              | Ve              | Sa              | Do              | Lu              | Ma              | Me              | Gi              | Ve              | Sa              | Do              | Lu              |                 |                 |
| Dicembre        | Ma              | Me              | Gi              | Ve              | Sa              | Do              | Lu              | Ma              | Me              | Gi              | Ve              | Sa              | Do              | Lu              | Ma              | Me              | Gi              | Ve              | Sa              | Do              | Lu              | Ma              | Me              | Gi              | Ve              | Sa              | Do              | Lu              | Ma              | Me              | Gi              |                 |